# Batalla del cabo de la Roca
La Batalla del cabo de la Roca fue un enfrentamiento naval enmarcado dentro de la Guerra de Sucesión Española y  que tuvo lugar el 22 de mayo de 1703. En la batalla se enfrentaron un convoy con escolta, comandado por Roemer Vlacq y perteneciente a las Provincias Unidas de los Países Bajos, y un escuadrón naval francés bajo las órdenes de Alain Emmanuel de Coëtlogon. La batalla se saldó con una victoria francesa.
Esta batalla es nombrada a veces la "Batalla de la Bahía de Vizcaya", pero es geográficamente incorrecto, pues el Cabo da Roca está situado al sur de Portugal.

## Antecedentes
Durante la Guerra de Sucesión Española, las flotas españolas y francesas no podían hacer frente a la poderosa flota aliada anglo-neerlandesa, por lo que se incrementaron las acciones de los corsarios. Esta situación obligó a ingleses y holandeses a proteger sus barcos mercantes organizando convoyes con escolta. 
El 21 de mayo de 1703, una gran flota mercante aliada formada por 110 buques cargados principalmente con sal, pero también con vino, azúcar y otras mercancías, abandonaron Lisboa escoltados por cinco barcos de guerra holandeses. La escolta estaba formada por:
- 3 navíos de línea: Muiderberg de 50 cañones, Gaesterland de 46 y Schermerde 48.
- 2 fragatas:  Rotterdam con 34 cañones y  Rozendaal con 36.

El convoy estaba al mando del capitán Roemer Vlacq, quien iba a bordo del Muiderberg.
Al día siguiente, el 22 de mayo, cerca del Cabo da Roca el convoy se encontró con el escuadrón francés del marqués de Coëtlogon, compuesto por cinco navíos de línea: Le Vainqueur, de 88 cañones, Le Monarque, de 86, L'Éole, de 64, L'Orgueilleux, de 80 y La Couronne de 82 cañones. En general los barcos franceses eran mejores y estaban más artillados que los navíos aliados.

## La batalla
Vlacq, después de hacer señales a los mercantes para que emprendieran la huida, formó una línea con sus barcos para cubrir a la flota en su retirada y enfrentarse a los franceses. Los holandeses lucharon valientemente, pero los franceses eran muy superiores y barco tras barco fueron capitulando.
Roemer Vlacq en el Muiderberg peleó hasta que la mitad de su tripulación estuvo muerta o herida. El capitán perdió un brazo y parte del hombro, pero solo se rindió cuando el palo mayor cayó y el barco estaba a punto de hundirse. Los supervivientes fueron evacuados antes de que el Muiderberg prendiera fuego y se hundiera.

## Resultado de la batalla
| Navío       | Cañones | Capitán     | Desenlace | Prisioneros | Apresado por               |
| ----------- | ------- | ----------- | --------- | ----------- | -------------------------- |
| Muydenberg  | 50      | Romio Vlaq  | Hundido   | 220         | Apresado por Le Monarque   |
| Roosendaël  | 32      | André Borel | Capturado | 143         | Abordado por L’Éole        |
| Rotterdam   | 46      | Fornam      | Capturado | 180         | Apresado por L’Orgueilleux |
| Rescherner  | 48      | Teenos      | Capturado | 200         | Apresado por La Couronne   |
| Gasterlaudt | 46      | De Widt     | Capturado | 190         | Apresado por Le Vainqueur  |

Los navíos capturados, junto con sus tripulaciones, fueron conducidos a Tolón, donde el capitán Vlacq falleció el 17 de julio a causa de las heridas recibidas. 
A pesar de ser una incontestable victoria para los franceses, la tenaz resistencia de Vlacq propició que el convoy mercante llegara intacto a su destino, por lo que la derrota naval, a la postre, tuvo escasa repercusión en la causa de la Segunda Gran Alianza.